# Love (album Girl’s Day)
Love – drugi album grupy Girl’s Day, wydany 7 lipca 2015 roku. Promowany był utworem „Ring My Bell”.

## Informacje o albumie
Pełny album ukazał się 7 lipca 2015 roku.
Promocje piosenki „Ring My Bell” rozpoczęły się 6 lipca 2015 w programie muzycznym The Show. Piosenka była również promowana między innymi na scenie Music Bank, M! Countdown czy Inkigayo.
Album okazał się komercyjnym sukcesem osiągając 3 miejsce na Gaon Album Chart w tygodniowym wykresie. Na koniec miesiąca uplasował się na 10 miejscu z łączną sprzedażą 28 499 kopii fizycznych albumu. Do końca 2015 roku sprzedano 30 212 egzemplarzy, zajmując ostatecznie 64 miejsce na koniec roku.

## Lista utworów
| Love |                                             |                                                |                                        |      |
| Nr   | Tytuł                                       | Słowa                                          | Muzyka                                 | Czas |
| 1.   | „With Me”                                   | Duble Sidekick, Long Candy                     | Duble Sidekick, Homeboy, Long Candy    | 3:30 |
| 2.   | „Ring My Bell” (kor. 링마벨)                | ₩uNo, Long Candy                               | Homeboy, Radio Galaxi, Long Candy      | 3:20 |
| 3.   | „Macaron” (kor. 마카롱)                     | Duble Sidekick, Long Candy                     | Duble Sidekick, Long Candy, Glory Face | 3:13 |
| 4.   | „Come Slowly”                               | Radio Galaxi, Seion, Park Jang Geun, David Kim | Long Candy                             | 4:11 |
| 5.   | „Top Girl”                                  | 남기상, Daniel R., 강전명                      | 남기상, 권선익, 박기현, 정택준         | 3:48 |
| 6.   | „Darling”                                   | Duble Sidekick                                 | Duble Sidekick                         | 3:15 |
| 7.   | „Whistle” (kor. 휘파람)                     | Duble Sidekick                                 | Duble Sidekick, Radio Galaxi           | 3:36 |
| 8.   | Duble Sidekick, David Kim                   | Duble Sidekick, Tenzo and Tasco                | 3:43                                   |      |
| 9.   | „Something”                                 | Duble Sidekick                                 | Duble Sidekick                         | 3:22 |
| 10.  | „Timing”                                    | Duble Sidekick                                 | Duble Sidekick, Radio Galaxi           | 3:21 |
| 11.  | „I Miss You” (kor. 보고싶어)                | Duble Sidekick, David Kim, Seion               | Duble Sidekick, Seion                  | 3:39 |
| 12.  | „Show You”                                  | Duble Sidekick, David Kim                      | Duble Sidekick, Tenzo and Tasco        | 4:03 |
| 13.  | „Hello Bubbl”                               | Duble Sidekick, Tenzo and Tasco                | Duble Sidekick, David Kim              | 3:25 |
| 14.  | „Ring My Bell” (kor. 링마벨) (instrumental) |                                                | Homeboy, Radio Galaxi, Long Candy      | 3:19 |

## Notowania
| Lista                    | Pozycja |
| ------------------------ | ------- |
| Gaon Weekly Album Chart  | 3       |
| Gaon Monthly Album Chart | 10      |